# Transcontinental (entreprise)
Transcontinental Inc., opérant sous le nom de TC Transcontinental, est une entreprise montréalaise se spécialisant dans l'emballage, l'impression commerciale, et les médias spécialisés.
Transcontinental est cotée à la Bourse de Toronto, et compte plus de 7600 employés, dont la majorité est basée au Canada, aux États-Unis et en Amérique latine.

## Historique

Logo de Transcontinental jusqu'en novembre 2011.

En 1976, Rémi Marcoux et ses partenaires d'affaires Claude Dubois et André Kingsley fondent Transcontinental, une entreprise spécialisée en impression de circulaires.  
En 1978, l'entreprise est rebaptisée Groupe Transcontinental GTC ltée et se dote d'un deuxième secteur d'activité: Les Messageries Publi-Maison, un distributeur de porte en porte de circulaires.
En 1979, Transcontinental achète le journal hebdomadaire Les Affaires. Cette acquisition marque la création d'un troisième secteur d'activité de l'entreprise: l'édition.
En 1984, Transcontinental fait son entrée à la Bourse de Montréal. Deux ans plus tard, en 1986, l'entreprise devient cotée à la Bourse de Toronto.
Au cours de la décennie suivante, Transcontinental procède à plusieurs acquisitions, incluant 20 journaux communautaires de la grande région de Montréal appartenant à Télémédia, le magazine spécialisé The Hockey News, et plusieurs imprimeries commerciales.
En 2000, le groupe GTC Transcontinental annonce l'acquisition des activités d'édition de Télémédia, y compris les magazines Canadian Living et Homemakers, ainsi que les éditions canadiennes de Elle et TV Guide.
En 2002, l'entreprise conclut une entente avec CanWest Global pour l'acquisition de 12 journaux et de deux imprimeries commerciales situés dans les provinces de l'Atlantique et en Saskatchewan.
En 2003, Transcontinental obtient le contrat d'impression du journal  La Presse, et établi l'imprimerie Transcontinental Métropolitain.
En 2006, la société se lance dans un segment prometteur du marché de l'édition en acquérant Chenelière Éducation, le principal éditeur de ressources éducatives en langue française au Canada.  
En 2011, Transcontinental conclut un accord d'échange d'actifs avec l'imprimeur américain Quad/Graphics. En échange des activités mexicaines de Transcontinental, et d'une participation dans un centre d'impression de livres en noir et blanc détenu par l'entreprise montréalaise, Quad/Graphics cède six de ses usines canadiennes (datant de son prédécesseur Quebecor World), et un centre de prépresse situé à Markham, en Ontario.
En 2012, Isabelle Marcoux prend la relève de son père Rémi Marcoux à la présidence du conseil d'administration de Transcontinental.
En 2013, Transcontinental conclut une entente avec Sun Media, une filiale de Quebecor Média, pour l'achat de 74 journaux communautaires québécois, dans le cadre d'une transaction évaluée à 75 millions de dollars.
En 2014, Transcontinental acquiert la société américaine Capri Packaging et étend ses activités dans le marché de l'emballage souple.
En 2016, Transcontinental Médias fait l'acquisition des publications du secteur financier de Rogers Media, notamment Advisor's Edge, Avantages, Benefits Canada, et Conseiller.
En 2018, Transcontinental renforce ses activités dans le domaine de l'emballage souple avec l'acquisition de Coveris America pour 1,3 milliard de dollars américains.
En 2021, François Olivier prend sa retraite après 28 années passées au service de TC Transcontinental, dont les 13 dernières à titre de président et chef de la direction. Il est remplacé par Peter Brues, qui siège au conseil d'administration de l'entreprise depuis 2018.
En 2023, à la suite du départ de Peter Brues, Thomas Morin est nommé président et chef de la direction de TC Transcontinental. Monsieur Morin occupait auparavant le poste de président de TC Emballages Transcontinental, et était membre du comité exécutif de gestion de l'entreprise depuis 2019.

## Secteur de l'emballage

### Profil
Ce secteur se concentre principalement sur la production d'emballages souples, tels que des sacs, des sachets, des rouleaux, des étiquettes, des opercules découpés à l'emporte-pièce, des films thermorétractables et des revêtements spécialisés.
TC Emballages Transcontinental possède des usines aux États-Unis, au Canada, au Guatemala, en Équateur, en Colombie, au Royaume-Uni, ainsi qu'en Nouvelle-Zélande.

### Liste des usines
| Usine                               | Emplacement         | Pays             |
| ----------------------------------- | ------------------- | ---------------- |
| Transcontinental Albany             | Clinton, MO         | États-Unis       |
| Transcontinental Armenia            | La Tebaida, CO-QUI  | Colombie         |
| Transcontinental Battle Creek       | Battle Creek, MI    | États-Unis       |
| Transcontinental Brooklyn           | Brooklyn, NY        | États-Unis       |
| Transcontinental Christchurch       | Christchurch        | Nouvelle-Zélande |
| Transcontinental Clinton 1          | Clinton, MO         | États-Unis       |
| Transcontinental Clinton 2          | Clinton, MO         | États-Unis       |
| Transcontinental Elgin              | Elgin, IL           | États-Unis       |
| Transcontinental Exton              | Exton, PA           | États-Unis       |
| Transcontinental Guayaquil Agro     | Guayaquil, EC-G     | Équateur         |
| Transcontinental Guayaquil Consumer | Guayaquil, EC-G     | Équateur         |
| Transcontinental Griffin            | Griffin, GA         | États-Unis       |
| Transcontinental Huntley            | Huntley, IL         | États-Unis       |
| Transcontinental Lenexa             | Lenexa, KS          | États-Unis       |
| Transcontinental Menasha            | Menasha, WI         | États-Unis       |
| Transcontinental Montreal           | Montreal, QC        | Canada           |
| Transcontinental Ontario            | Ontario, CA         | États-Unis       |
| Transcontinental Richmond           | Richmond, BC        | Canada           |
| Transcontinental San Luis Potosi    | San Luis Potosí, SL | Mexique          |
| Transcontinental Spartanburg        | Spartanburg, SC     | États-Unis       |
| Transcontinental Tulsa              | Catoosa, OK         | États-Unis       |
| Transcontinental Villa Nueva        | Villa Nueva, GT-GU  | Guatemala        |
| Transcontinental Whitby             | Whitby, ON          | Canada           |
| Transcontinental Wrexham            | Wrexham, WAL        | Royaume-Uni      |

## Secteur des services au commerce de détail et de l’impression

### Profil
Le secteur des services au commerce de détail et de l’impression de TC Transcontinental se concentre principalement sur la production de produits imprimés, l'impression de magazines, de journaux et de circulaires, les solutions de marketing sur le lieu de vente, les services de publipostage et de distribution de porte en porte, et la création de contenu imprimé et numérique.
Les activités de ce secteur sont effectuées à travers un réseau national de 15 usines.
En juin 2025, TC Transcontinental fait l'acquisition de Middleton Group, un fournisseur basé en Ontario et œuvrant dans le secteur du marketing sur le lieu de vente.
En 2025, TC Transcontinental acquiert trois entreprises canadiennes pour développer ses activités dans le secteur du marketing sur le lieu de vente : Middleton Group en juin, ainsi que Mirazed Inc. et Intergraphics Decal Limited, deux filiales du Groupe Canva, en août.

### Liste des usines
| Usine                          | Emplacement              | Pays   |
| ------------------------------ | ------------------------ | ------ |
| Transcontinental Anjou         | Montreal, QC             | Canada |
| Transcontinental Aurora        | Aurora, ON               | Canada |
| Transcontinental Beauceville   | Beauceville, QC          | Canada |
| Transcontinental Boucherville  | Boucherville, QC         | Canada |
| Transcontinental Brampton      | Brampton, ON             | Canada |
| Transcontinental Calgary       | Calgary, AB              | Canada |
| Transcontinental Halifax       | Halifax, NS              | Canada |
| Transcontinental Intergraphics | Winnipeg, MB             | Canada |
| Transcontinental LaSalle       | Lasalle, QC              | Canada |
| Transcontinental Middleton     | Markham, ON              | Canada |
| Transcontinental Mirazed       | Saint-Hubert, QC         | Canada |
| Transcontinental Owen Sound    | Owen Sound, ON           | Canada |
| Transcontinental Paris         | Paris, ON                | Canada |
| Transcontinental Vancouver     | Annacis Island Delta, BC | Canada |
| Transcontinental Vaughan       | Vaughan, ON              | Canada |
| Prémédia Montréal              | Montreal, QC             | Canada |
| Prémédia Toronto               | Toronto, ON              | Canada |

## Secteur des médias

### Profil
Le secteur des médias de TC Transcontinental est composé de TC Média Livres et de Groupe Constructo.
TC Média Livres publie du contenu pédagogique destiné à tous les niveaux d'enseignement, autant en format imprimé que numérique. La plupart des activités technopédagogiques du groupe s’effectuent sous les marques Chenelière Éducation, Gaëtan Morin Éditeur, Beauchemin, Modulo, Graficor et Édisem.
TC Média Livres est également active dans le domaine de l'édition d'intérêt général, principalement sous les marques Éditions Caractère et Éditions Transcontinental.
Pour sa part, Groupe Constructo est une plateforme spécialisée dans le domaine de la construction au Québec.

### Liste des usines
| Usine                              | Emplacement      | Pays   |
| ---------------------------------- | ---------------- | ------ |
| TC Media, siège social             | Montreal, QC     | Canada |
| Centre de distribution - Éducation | Boucherville, QC | Canada |